# باشگاه فوتبال اسپورتینگ کلون
اسپورتینگ کولون یک تیم فوتبال پانامایی مستقر در کلون، پاناما بود.

## افتخارات
- لیگ فوتبال پاناما: ۱ نایب قهرمانی
- جام رومل فرناندز: ۱ قهرمانی